# Henrique Melmann
Henrique Sérgio Melmann (Recife, 24 aprile 1931 – 1º giugno 2021) è stato un pallanuotista brasiliano.
È stato membro del Brasile che ha partecipato ai Giochi di Helsinki 1952, nel torneo di pallanuoto, classificandosi al nono posto.